# Circolo Sportivo Rizzoli 1962-1963
Questa voce raccoglie le informazioni riguardanti il Circolo Sportivo Rizzoli nelle competizioni ufficiali della stagione 1962-1963.

## Rosa
| N. |                   | Ruolo | Calciatore        |
| -- | ----------------- | ----- | ----------------- |
|    | Italia (bandiera) |       | Barzaghi          |
|    | Italia (bandiera) | C     | Carlo Bellini     |
|    | Italia (bandiera) | A     | Bruno Beretti     |
|    | Italia (bandiera) | A     | Aquilino Bonfanti |
|    | Italia (bandiera) | A     | Roberto Cei       |
|    | Italia (bandiera) | A     | Ciabattari        |
|    | Italia (bandiera) | P     | Agostino Colombo  |
|    | Italia (bandiera) | C     | Walter Colombo    |
|    | Italia (bandiera) | C     | Emilio Corazza    |
|    | Italia (bandiera) | D     | Arturo De Pedri   |

| N. |                   | Ruolo | Calciatore         |
| -- | ----------------- | ----- | ------------------ |
|    | Italia (bandiera) | D     | Luigi Garagna      |
|    | Italia (bandiera) | D     | Angelo Gennari     |
|    | Italia (bandiera) | C     | Luigi Gerosa       |
|    | Italia (bandiera) | P     | Lino Lavezzari     |
|    | Italia (bandiera) |       | Lombardo           |
|    | Italia (bandiera) | C     | Giacomo Moretti    |
|    | Italia (bandiera) | C     | Cesare Reina       |
|    | Italia (bandiera) | D     | Vincenzo Tarantino |
|    | Italia (bandiera) |       | Testa              |
|    | Italia (bandiera) | A     | Roberto Vitaloni   |